# Мейнелл, Элис
Элис Кристиана Гертруда Мейнелл (англ. Alice Christiana Gertrude Meynell, урождённая Томпсон; 22 сентября 1847 — 27 ноября 1922) — британская писательница, поэтесса, редактор, деятельница суфражизма.

## Биография

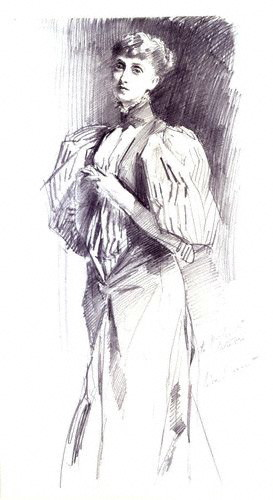
Портрет работы Дж. С. Сарджента

Дочь Кристианы Уэллер и Томаса Джеймса Томпсона, друга Чарльза Диккенса. Семья ездила по Англии, Франции и Швейцарии, но юность Элис провела в основном в Италии, начальное образование получила у отца. Её первый сборник стихов, «Прелюдии», иллюстрированный её старшей сестрой Элизабет, впоследствии леди Батлер, изданный в 1875 году, привлёк мало внимания критики, однако Джон Раскин отметил достоинства сонета «Отказ». В 1893 году было выпущено его 2-е издание.
В 1877 году она вышла замуж за известного журналиста-католика Уилфрида Мейнелла, бывшего владельцем и редактором издания Weekly Register, позже владевшего и другими изданиями, после чего под его редакцией регулярно писала рассказы для National Observer, а позже для Pall Mall Gazette и Saturday Review, при этом сама принимала активное участие в редакторской работе. Жила вместе с мужем в Кенсингтоне, имела в браке с ним восемь детей. С 1868 по 1880 год вся её семья перешла в католицизм.
В 1893 году вышел её сборник «Поэмы», в который вошла значительная часть стихотворений из выпущенных ранее «Прелюдий» и благодаря которому она уже получила некоторую известность у публики. В 1901 году вышел очередной её сборник, «Поздние поэмы». В 1897 году ей была составлена антология английской поэзии «Цветок разума». Она также была редактором сборников «Избранные поэмы» Хейка (1894), «Позия пафоса и восхищения» (1896) её близкого друга Ковентри Пэтмора и избранных работ Пэтмора в «Библиотеке муз». Её перу принадлежат также высоко оценивавшиеся современниками публицистические произведения «Ритм жизни» (1893), «Цвет жизни и другие эссе» (1896), «Дети» (1897) и «Дух места» (1898), а также «Лондонские впечатления» (1898) и «Творчество Джона Сарджента» (1903).
В начале XX века Мейнелл была известна как активистка суфражизма, в частности, в 1908—1919 годах была вице-президентом Лиги женщин-писательниц-суфражисток. Начиная с конца XIX века, как и её супруг, нередко критиковала британский колониализм.